# Laura Richardson (Politikerin)

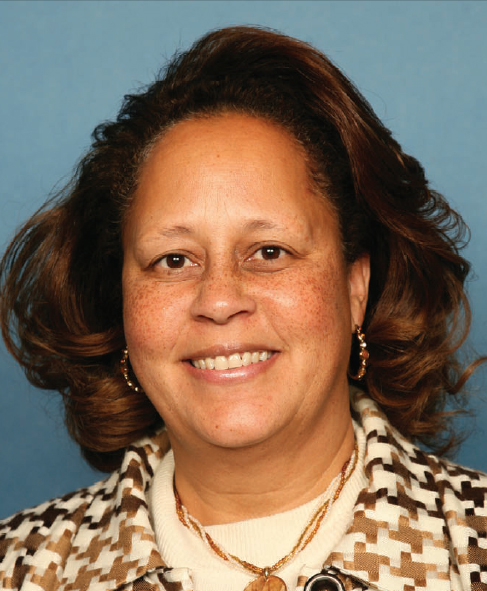
Laura Richardson (2009)

Laura Richardson (* 14. April 1962 in Los Angeles, Kalifornien) ist eine amerikanische Politikerin. Von 2007 bis 2013 vertrat sie den Bundesstaat Kalifornien im US-Repräsentantenhaus; sie verlor ihren Sitz bei der Wahl 2012, bei der sie ihrer demokratischen Mitbewerberin Janice Hahn unterlag.

## Werdegang
Laura Richardson studierte bis 1984 an der University of California in Los Angeles und danach bis 1996 an der dortigen University of Southern California. Zwischenzeitlich arbeitete sie 14 Jahre lang für die Firma Xerox. Gleichzeitig schlug sie als Mitglied der Demokratischen Partei eine politische Laufbahn ein. Zwischen 1996 und 1998 gehörte sie zum Stab der Kongressabgeordneten Juanita Millender-McDonald. Von 2000 bis 2006 saß sie im Stadtrat von Long Beach; außerdem arbeitete sie zwischen 2001 und 2006 für Vizegouverneur Cruz Bustamante. In den Jahren 2006 und 2007 war sie Abgeordnete in der California State Assembly.
Nach dem Tod von Juanita Millender-McDonald wurde Laura Richardson bei der fälligen Nachwahl für den 37. Sitz von Kalifornien als deren Nachfolgerin in das US-Repräsentantenhaus in Washington, D.C. gewählt, wo sie am 4. September 2007 ihr neues Mandat antrat. Sie wurde zweimal wiedergewählt und verlor ihren Sitz bei der Kongresswahl im November 2012, woraufhin sie am 3. Januar 2013 aus dem Amt schied. Im Repräsentantenhaus war sie Mitglied im Ausschuss für Innere Sicherheit, im Ausschuss für Verkehr und Infrastruktur sowie in fünf Unterausschüssen. Sie gehörte ferner dem Congressional Black Caucus und dem Congressional Asian Pacific American Caucus an.
Frau Richardsons Laufbahn im Kongress hatte auch Schattenseiten. Am 1. August 2012 wurde sie vom Ethikausschuss wegen Verstößen gegen Bundesgesetze, Kongressvorschriften und Behinderung der Untersuchung des Ethikausschusses für schuldig gesprochen. Dabei ging es um die illegale Verwendung von Personal ihres Stabs zu Wahlkampfzwecken. Sie wurde zu einer Strafe von 10,000 Dollar verurteilt und vom Kongress offiziell gerügt. Bereits vorher war sie wegen angeblicher Vorzugsbehandlung bei einer Bank in die Schlagzeilen geraten. In diesem Fall wurde sie aber vom Ethikausschuss freigesprochen.
Richardson ist geschieden und hat ihren privaten Wohnsitz in Long Beach.